# Шаражалгай (посёлок)
Шаражалга́й (от бур. шара жалга — жёлтая падь) — посёлок в Слюдянском районе Иркутской области. Входит в Маритуйское муниципальное образование.

## География
Расположен на КБЖД у подножия Олхинского плато на юго-западном побережье озера Байкал, на берегу залива Малая Крутая Губа. В посёлке — остановочный пункт Кругобайкальской железной дороги 139 км. В полукилометре к востоку расположена бывшая станция Шарыжалгай (138 км).

## История
Был основан в 1902 году как посёлок строителей Кругобайкальской железной дороги (КБЖД).

## Население
| 2002 | 2010 | 2011 | 2012 |
| ---- | ---- | ---- | ---- |
| 17   | ↘2   | →2   | ↘1   |

## Экономика
У о. п. Шарыжалгай располагается крупная по меркам КБЖД база отдыха на 138-м километре.